# Vianauragus hamaticollis
Vianauragus hamaticollis là một loài bọ cánh cứng trong họ Cerambycidae.